# فرودگاه ویندرمیره
فرودگاه ویندرمیره (به انگلیسی: Windermere Airport) یک فرودگاه همگانی است . این فرودگاه در کشور کانادا قرار دارد و در ارتفاع ۲۲۷ متری از سطح دریا واقع شده است.